# Ilex affinis
Ilex affinis é um gênero de plantas com flores. Isso foi descrito pela primeira vez por Gardn. Ilex affinis pertence ao gênero Ilex, e à família Aquifoliaceae.
Este tipo de planta pode ser encontrado em:
- nordeste e centro-oeste e sudeste e sul do Brasil
  - Bahia (estado)
  - Mato Grosso (estado)
  - Goiás (estado)
  - Mato Grosso do Sul
  - Minas Gerais
  - São Paulo
  - Paraná (estado)
- Paraguai
- Bolívia
  - La Paz (capital)
  - Santa Cruz

Não há tipos listados como este.